# Kanton Ribérac
Ribérac is een kanton van het Franse departement Dordogne. Het kanton maakt deel uit van het arrondissement Périgueux. Het telt 14.403 inwoners in 2018.

## Gemeenten
Het kanton Ribérac omvatte tot 2014 de volgende gemeenten:
- Allemans
- Bourg-du-Bost
- Chassaignes
- Comberanche-et-Épeluche
- Petit-Bersac
- Ribérac (hoofdplaats)
- Saint-Martin-de-Ribérac
- Saint-Méard-de-Drône
- Saint-Pardoux-de-Drône
- Saint-Sulpice-de-Roumagnac
- Siorac-de-Ribérac
- Vanxains
- Villetoureix

Door de herindeling van de kantons bij decreet van 21 februari 2014, met uitwerking op 22 maart 2015, werd het kanton uitgebreid met 22 gemeenten.

Op 1 januari 2017 werden de gemeenten La Jemaye en Ponteyraud samengevoegd tot de fusiegemeente (commune nouvelle) La Jemaye-Ponteyraud en de gemeenten La Tour-Blanche en Cercles samengevoegd tot de fusiegemeente (commune nouvelle) La Tour-Blache-Cercles.
Bijgevolg zijn onderstaande 20 gemeenten toegevoegd aan bovenstaande lijst : 
- Bertric-Burée
- Bourg-des-Maisons
- Bouteilles-Saint-Sébastien
- Celles
- Champagne-et-Fontaine
- La Chapelle-Grésignac
- La Chapelle-Montabourlet
- Cherval
- Coutures
- Gout-Rossignol
- La Jemaye-Ponteyraud
- Lusignac
- Nanteuil-Auriac-de-Bourzac
- Saint-André-de-Double
- Saint-Martial-Viveyrol
- Saint-Paul-Lizonne
- Saint-Vincent-de-Connezac
- La Tour-Blanche-Cercles
- Vendoire
- Verteillac